# Brunettia adunata
Brunettia adunata är en tvåvingeart som beskrevs av Duckhouse 1991. Brunettia adunata ingår i släktet Brunettia och familjen fjärilsmyggor. Inga underarter finns listade i Catalogue of Life.